# Telepiù (rivista)
Telepiù è una rivista settimanale italiana, edita dalla Mondadori, dedicata al mondo della televisione. Nata nel 1987, essa offre il palinsesto della settimana successiva alla pubblicazione delle principali emittenti italiane, oltre ad interviste, rubriche ed approfondimenti. Il prezzo di copertina è di € 1. La distribuzione è nazionale con blocchi regionali (visibili in quanto presenta palinsesti di emittenti televisive locali). La rivista si rivolge ad un pubblico femminile, ed ha più di 900.000 lettori.

## Storia

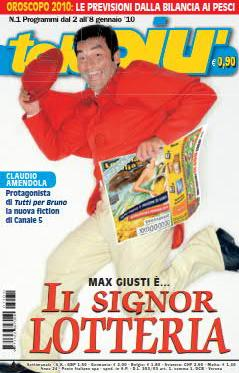
Copertina del numero del 2 gennaio 2010

Telepiù inizia le proprie pubblicazioni sotto Rizzoli tra il 1980 e il 1982, ma ha vita breve a causa di una crisi dell'editore che lo costringe alla chiusura, malgrado la rivista venda in media 257.000 copie. Nel 1987 passa alla Silvio Berlusconi Editore la quale sarà completamente incorporata alla Mondadori nel 1994. Nasce come una rivista in formato pocket che combina la guida tv a notizie sui personaggi del mondo dello spettacolo. Nel 1994 alla direzione editoriale c'è Roberto Briglia, a cui seguono Gigi Vesigna e successivamente, nel 1989 Paolo Cucco. Dal settembre 1995 alla direzione sale Ivo Singer, che aveva diretto la rivista per un breve periodo negli anni ottanta. 
Nel dicembre del 2007 prendere le redini della rivista tocca a Umberto Brindani, direttore fino al giugno 2008. Con Brindani la rivista subisce un restyling grafico e contenutistico: la guida tv si arricchisce di 20 canali e della nuova rubrica "Fuori Onda" che pubblica notizie sulla vita privata dei personaggi del mondo dello spettacolo. A Brindani succede Giovanni Volpi. Dal giugno 2013 il direttore è Aldo Vitali. Nata come una rivista rivolta a tutta la famiglia, negli ultimi anni si rivolge soprattutto a un pubblico femminile, dando grande spazio alle fiction e ai loro protagonisti. 

## Contenuti
La rivista riassume in una piccola guida, di circa 70 pagine, la programmazione televisiva, includendo il palinsesto nazionale, satellitare e digitale terrestre.  Il giornale si compone di una parte iniziale, che comprende l'oroscopo, notizie d'attualità e gossip e servizi giornalistici (spesso comprensivi di interviste), il palinsesto, un inserto posto a metà giornale in cui sono presenti alcuni giochi enigmistici, ed una parte finale, composta da ricette di cucina, consigli sugli animali, arredamento e di tipo salutistico.

### Palinsesto
Le pagine di palinsesto si compongono di un blocco di 2 pagine in cui vengono riportate varie trame di film e una sintesi dei programmi di prima serata, successivamente vengono riportati i palinsesti completi e parziali delle principali emittenti nazionali e locali italiane.

### Palinsesti completi emittenti nazionali
- Rai 1
- Rai 2
- Rai 3
- Rete 4
- Canale 5
- Italia 1
- LA7
- TV8
- Nove
- 20
- Rai 4
- Iris
- Rai Movie
- Paramount Network
- La5
- Rai 5
- Italia 2

### Palinsesti parziali emittenti nazionali
- Sky Cinema Uno
- Sky Cinema Family
- Sky Cinema Hits
- Sky Cinema Max
- Sky Cinema Mania
- Sky Cinema Classics
- Fox
- Fox Crime
- Fox Life
- Sky Uno
- E! Entertainment
- History
- Discovery Channel
- Joi
- Mya
- Telepace HD
- Premium Cinema
- Studio Universal
- Disney Channel
- Disney Junior
- Cartoon Network
- Premium Calcio
- Iris
- Boing
- K2
- Rai Gulp
- Rai 4

### Palinsesti parziali emittenti locali

#### Calabria e Sicilia
- Telemed (Circuito Odeon)
- RTC Telecalabria
- TVA Agrigento
- Telerent
- 8 Video Calabria
- Video 3
- Telecolor
- Telespazio Tv
- Antenna Sicilia
- TGS
- Tele Radio Sciacca
- Teletirradio 98

## Direttori
- Daniele Prevignano Ionio
- Daniele Tedesco
- Ivo Singer
- Gigi Vesigna (1987-1989)
- Paolo Cucco (1989-1995)
- Ivo Singer (1995-2007)
- Umberto Brindani (dicembre 2007- giugno 2008)
- Giovanni Volpi (2008-2013)
- Aldo Vitali (dal 2013)